# Michel De Groote
Michel De Groote, né le 18 octobre 1955 à Herstal (Province de Liège) est un footballeur international belge. Il occupe le poste d'arrière gauche.

## Biographie
Michel De Groote commence le football dans les équipes de jeunes de Ruisbroek. À l'âge de 15 ans il est remarqué par le RSC Anderlecht.
En 1975, il intègre l'équipe première d'Anderlecht. Au bout de deux saisons, De Groote est transféré vers le Royal Football Club de Liège avant de retourner à Anderlecht en 1979 pour cette fois y rester 10 ans. Il est quatre fois champion de Belgique avec le club et remporte en 1983 la Coupe UEFA. Il fait ainsi partie des joueurs ayant joué le plus de matchs pour le club anderlechtois. En 2010, avec ses 62 matchs européens en mauve et blanc, Michel De Groote est sixième dans la liste des Anderlechtois ayant joués le plus en compétition européenne, et cela sans compter ses matchs européens avec Gand.
En 1989, alors qu'Anderlecht lui propose un contrat d'un an, il rejoint La Gantoise pour un bail de trois saisons. Il y est appelé par son ancien coéquipier anderlechtois René Vandereycken, devenu entraîneur. Vandereycken confie à De Groote, l'ancien parmi une équipe relativement jeune, le poste de libero, à la satisfaction du premier intéressé qui pense depuis longtemps qu'il peut terminer sa carrière à cette position. Au début de la saison 1991-1992, Vanderheycken demande à l'éternel défenseur de monter d'un cran pour assurer, en milieu de terrain, la transition entre la défense et l'attaque. Le 18 mars 1992, en quarts de finale de la Coupe UEFA contre l'Ajax Amsterdam, Vanderheycken fait sortir De Groote après 18 minutes de jeu. Sans se considérer indispensable à l'équipe, De Groote n'en vit pas moins ce choix comme une humiliation qu'il n'entend pas oublier rapidement. Le lendemain de ce match, une sèche défaite 3-0, De Groote cherche à obtenir une explication de son entraîneur qui évite le sujet. De Groote est ensuite écarté du noyau sans plus d'explication. 
En mai, La Gantoise libère De Groote, alors âgé de 37 ans. Un temps dans le collimateur du RJ Wavre et du RWDM, De Groote finit par aller se présenter spontanément à ses voisins de l'Avenir Lembeek (D3) pour s'entraîner. Le club lui propose rapidement un contrat pour jouer au poste de demi-défensif. Dans le même temps, il suit la formation d'un an d'entraîneur destinée aux joueurs professionnels. Il met ensuite un terme à sa carrière de joueur.
Michel De Groote a également été sélectionné six fois en équipe nationale belge et a joué à quatre reprises entre 1981 et 1985.
Après sa carrière de joueur, De Groote revient à Anderlecht et s'occupe des juniors UEFA jusqu'en 1996. Il entraîne ensuite le TK Meldert, Wolvertem et Grammont. À la suite d'un malaise et d'une opération, il est en incapacité de travail en 2003.

## Matchs internationaux
|    | Date             | Lieu                                 | Adversaire         | Résultat | Compétition                       | Temps de jeu |
| -- | ---------------- | ------------------------------------ | ------------------ | -------- | --------------------------------- | ------------ |
| 1. | 30 mars 1983     | Zentralstadion, Leipzig, RDA         | Allemagne de l'Est | 1-2      | Qualification Euro 1984           | 45 minutes   |
| 2. | 27 avril 1983    | Stade du Heysel, Bruxelles, Belgique | Allemagne de l'Est | 2-1      | Qualification Euro 1984           | 90 minutes   |
| 3. | 19 décembre 1984 | Athènes, Grèce                       | Grèce              | 0-0      | Qualification Coupe du monde 1986 | 90 minutes   |
| 4. | 22 décembre 1984 | Qemal Stafa Stadium, Tirana, Albanie | Albanie            | 0-2      | Qualification Coupe du monde 1986 | 90 minutes   |

## Palmarès de joueur
- International belge de 1976 à 1991 (6 sélections dont 4 capes)
- Champion de Belgique en 1981, 1985, 1986 et 1987 avec le RSC Anderlecht
- Vice-Champion de Belgique en 1976, 1977, 1982, 1983, 1984 et 1989 avec le RSC Anderlecht
- Vainqueur de la Coupe de Belgique en 1988 et 1989 avec le RSC Anderlecht
- Vainqueur de la Super-coupe de l'UEFA en 1976 avec le RSC Anderlecht
- Vainqueur de la Coupe de l'UEFA en 1983 avec le RSC Anderlecht
- Finaliste de la Coupe de l'UEFA en 1984 avec le RSC Anderlecht